# Mosėdis
Mosėdis är en ort i Klaipėda län i västra Litauen. Staden är känd för sitt stenmuseum och utomhusutställning av stenar som har expanderat över hela staden. Initiativet till museet och stenutställning togs av Vaclovas Intas. I staden finns även en katolsk barockkyrka från 1700-talet. Enligt folkräkningen från 2011 har staden ett invånarantal på 1141 personer.

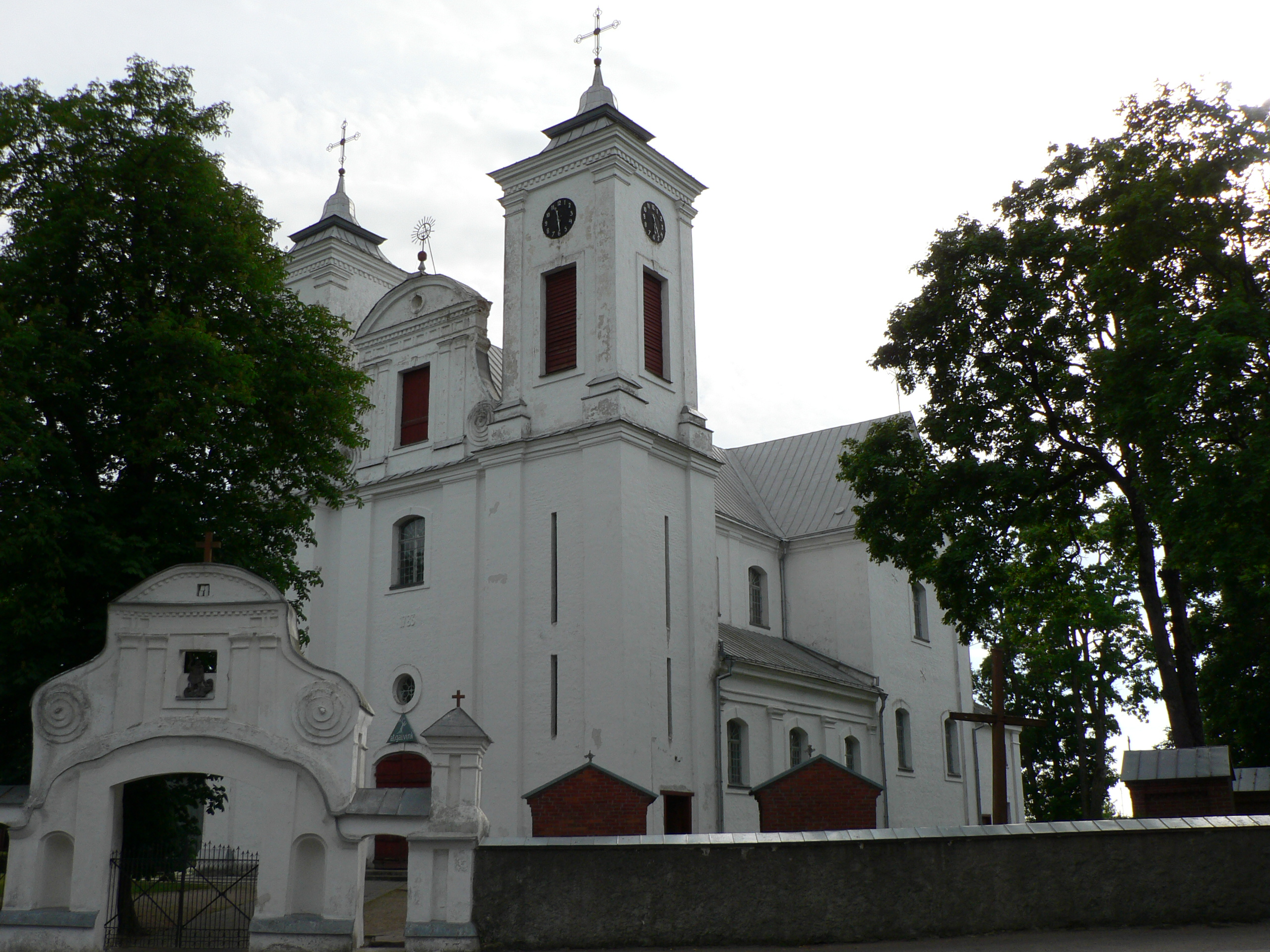
Ärkeängel St. Mikaels kyrka i Mosėdis